# Lykke Nielsen
Lykke Nielsen (Copenaghen, 22 giugno 1946 – Dragør, 29 agosto 2006) è stata un'attrice e sceneggiatrice danese.

## Biografia
Lykke Nielsen è cresciuta a Copenaghen, dove visse per tutta la vita. Sua sorella gemella, Helle Nielsen, lavorò anche lei come attrice per diversi anni.
Morì il 29 agosto 2006 all'età di 60 anni a causa di un tumore al seno. È sepolta nel cimitero di Vor Frelsers Kirkegard.

## Vita privata
Negli anni '60, Nielsen ebbe una relazione con l'attore Birger Jensen. Dal 2 settembre 1970 fino alla sua morte fu sposata con l'attore e doppiatore Jesper Klein. Dal matrimonio sono nati un figlio e una figlia.

## Filmografia
- Andre folks børn - regia di Nic. Lichtenberg (1958)